# Raoul Koczalski

Der mit Orden ausgezeichnete Junge im Jahre 1894

Raoul Koczalski im September 1901

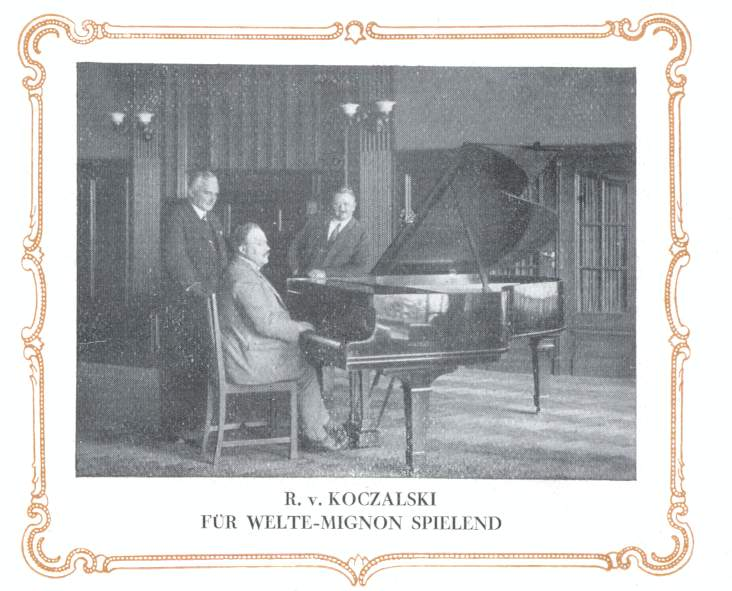
Raoul Koczalski während einer Aufnahme für Welte-Mignon, 1925

Raoul Armand Georg von Koczala Koczalski (Schreibung des Vornamens in Polen meist: Raul, Aussprache: [kɔˈt͡ʃalski], vereinfachte Transkription: [kotschálski]; * 3. Januar 1885 in Warschau; † 24. November 1948 in Posen; Pseudonym: Jerzy Armando und Georg Armand(o)) war ein polnischer Pianist und Komponist.

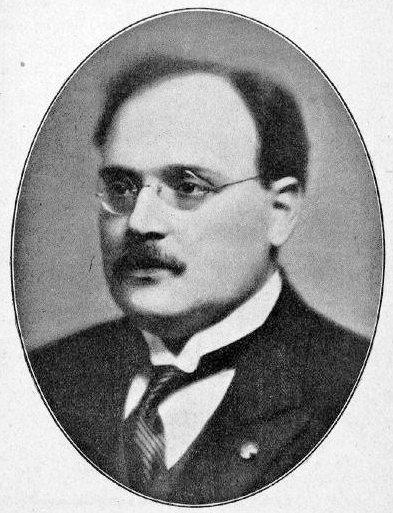
Raoul Koczalski

## Leben
Koczalski wurde in Warschau, das damals zum russischen Zarenreich gehörte, geboren. Die musikbegeisterte Familie entstammt einem alten polnischen Adelsgeschlecht. Nach ersten Unterweisungen durch die Mutter wird das Kind Schüler von Julian Gadomski (Harmonielehre und Klavier), Ludwig Marek (Klavier), Henryk Jarecki (Komposition und Instrumentation) und dem Chopin-Schüler Karol Mikuli (Klavier und Komposition), der bis 1888 Künstlerischer Leiter am Konservatorium in Lemberg (poln. Lwów, heute ukrainisch Lwiw) war. Der tägliche zweistündige Unterricht bei Mikuli erstreckt sich ab 1892 über vier Jahre in den Sommermonaten. Die Ausbildung des begabten Jungen geschieht nur auf privater Basis, er besucht kein Konservatorium. Das dreijährige Kind tritt zum ersten Mal am 15. März 1888 in Warschau im Rahmen einer Wohltätigkeitsveranstaltung öffentlich auf und bereist dann als Wunderkind Europa. Der Junge wird mit Preisen und Ehrungen überhäuft. Der spanische König, der türkische Sultan und der persische Schah ernennen ihn zum Hofpianisten. Ab 1897 befindet sich der Sitz der Familie Koczalski in Bad Ems, von wo aus die Konzertreisen beginnen. Der Erlös der vom Vater organisierten Konzerte dient auch der Finanzierung des als üppig beschriebenen Lebenswandels der ganzen Familie, die das Kind auf seinen Reisen begleitet. 1897 findet das 1000. Konzert statt. Nach heutigen Maßstäben muss dies als Ausbeutung eines Kindes bezeichnet werden. Neben seiner Konzerttätigkeit komponiert Koczalski seit frühester Kindheit. In der Zeit vor Ausbruch des Ersten Weltkrieges hat er seinen Wohnsitz zeitweise in Paris, plant aber, Berlin zum Mittelpunkt seiner Aktivitäten zu machen, ein Vorhaben, das er erst viel später (1934) verwirklicht.
Der Erste Weltkrieg unterbricht seine Konzerttätigkeit. Ende Juli 1914 kehrt er von einer Konzertreise aus St. Petersburg nach Deutschland zurück. Er wird vom Ausbruch des Ersten Weltkrieges überrascht, als russischer Staatsbürger verhaftet und mit seiner Familie im hessischen Bad Nauheim bis 1918 interniert. Er erhält Auftrittsverbot und widmet sich vor allem dem Komponieren. Die Konzerte nach dem Krieg bringen nicht die gleichen Erfolge wie früher. In seinen autobiographischen Betrachtungen schreibt Koczalski, dass harte Schicksalsschläge, besonders der Tod der geliebten Mutter, ihn zeitweise der Musik entfremdeten. Er gibt Klavierunterricht und arbeitet unter einem Pseudonym als Kritiker.
Nach Kriegsende 1918 lässt sich Koczalski in Wiesbaden nieder, 1926 zieht er ins oberitalienische Stresa am Lago Maggiore. Er komponiert, unterrichtet und gibt gelegentlich Konzerte. Die von ihm gegründete Musikschule geht in Konkurs. Die Wintermonate verbringt er in Paris, wo er an der Sorbonne bis 1934 Vorlesungen über Musikwissenschaft und Philosophie besucht und Musikabende veranstaltet, bei denen er Vorträge mit Demonstrationen am Klavier hält.
Erst im Jahre 1934, nachdem er seinen Wohnsitz nach Berlin verlegt hat, setzt seine internationale Konzerttätigkeit in vollem Umfang wieder ein. Koczalski spielt zahlreiche Schallplatten (besonders für die Deutsche Grammophon Gesellschaft) ein. Er wird nach Ausbruch des Zweiten Weltkriegs am 14. September 1939 zu Goebbels, der Koczalski von seinen Konzerten persönlich kennt und schätzt, in die Reichskanzlei bestellt. Goebbels legt ihm heuchlerisch nahe, aus Sicherheitsgründen und wegen zu erwartender Demonstrationen gegen Konzerte eines polnischen Künstlers, öffentliche Auftritte einzustellen und Berlin nicht zu verlassen, was einer Internierung bis Kriegsende 1945 gleichkommt. Seine Bankkonten werden gesperrt, seine Schallplatten vom Markt genommen. Er gibt jedoch Hauskonzerte für Schüler und Freunde und erteilt Unterricht. Obwohl er sich regelmäßig bei der Polizei melden muss, scheint er im Unterschied zu seinen dem Naziterror ausgesetzten Landsleuten einen gewissen Schutz zu genießen. So wird er zum Beispiel zusammen mit dem Schauspieler Paul Hartmann als Rezitator am 16. März 1944 zu einem Auftritt vor Offizieren der Wehrmacht herangezogen. Nach dem Krieg wird Koczalski in Polen der Kollaboration mit dem Naziregime verdächtigt. Die Beschuldigungen sind nach heutiger polnischer Auffassung unbegründet.
Schon kurze Zeit nach dem Ende des Zweiten Weltkriegs, im Juni 1945, nimmt Koczalski unter zum Teil abenteuerlichen Umständen im zerbombten Berlin seine Konzerttätigkeit wieder auf. Er verlässt bald danach Deutschland und kehrt nach jahrzehntelanger Abwesenheit im Juli 1946 nach Polen zurück, was ihm von polnischen Gegnern als Opportunismus ausgelegt wird. Er lässt sich in Posen nieder und wird an der dortigen Staatlichen Musikhochschule, später auch (ab 1. September 1948)) in Warschau Professor für Klavier. Seinen Berliner Wohnsitz in der Koenigsallee 1 (heute: Halenseestraße 1) behält er bei.
Die letzte Lebenszeit ist überschattet von Krankheit. Er leidet an Diabetes und hat Bauchspeicheldrüsenkrebs. Obwohl sich Koczalski über seinen Zustand im Klaren ist, werden für 1948 und besonders für das Chopingedenkjahr 1949 zahlreiche Konzerte geplant. Kurz vor einem Auftritt im Rahmen eines Konzertes am 23. November 1948 in der Musikhochschule von Posen, wo er mit einer Schülerin u. a. Chopins Rondo in C-Dur für zwei Klaviere spielen soll, verliert Koczalski das Bewusstsein. Er erleidet einen Herzinfarkt und stirbt einen Tag später, am 24. November, im Krankenhaus.
Koczalskis letzte Ruhestätte liegt, nach einer im Jahre 1959 vom Friedhof Jężycki Posen erfolgten Umbettung, auf dem Cmentarz Zasłużonych Wielkopolan (Friedhof der verdienten Bewohner von Großpolen) in Posen.
Der Staatsrat der Volksrepublik Polen (Rada państwa Polskiej Rzeczypospolitej Ludowej) unter Vorsitz des Präsidenten der Volksrepublik Polen, Bolesław Bierut, verleiht am 27. November 1948 dem „Bürger Prof. Koczalski Raul posthum das Kreuz eines Kommandeurs des Ordens der Wiedergeburt Polens“ (Polonia Restituta, Order Odrodzenia Polski).
Teile des verstreuten Nachlasses von Koczalski befinden sich in der Bibliothek des Staatlichen Instituts für Musikforschung in Berlin und in der Musikabteilung der Staatsbibliothek zu Berlin.

## Wirken

### Der Pianist
Koczalski wurde vor allem als Interpret der Werke von Frédéric Chopin berühmt. Sein Repertoire umfasste aber auch u. a. Werke von Bach, Mozart, Beethoven (sämtliche Klaviersonaten, die er als Zyklus spielte), Schubert, Schumann, Liszt, A. Rubinstein, Paderewski, Bartok, sowie eigene Kompositionen. Sein Spiel ist durch zahlreiche Aufnahmen – Klavierrollen, Schallplatten und Rundfunkaufnahmen – sehr gut dokumentiert. Die Prinzipien seiner Chopin-Interpretationen hat Koczalski in Schriften dargelegt, die ursprünglich als Einführungen zu seinen Chopin-Abenden gedacht waren. Sie sind, was das Verständnis der Musik Chopins angeht, ebenso wichtig wie die Angaben Bronisław von Poźniaks, des anderen Repräsentanten der polnischen Chopin-Tradition der Lemberger Schule. Koczalskis für den Verlag Breitkopf & Härtel 1947 vertraglich geplante Ausgabe der Klavierwerke Chopins ist leider nie erschienen. Die Aufnahmen, insbesondere die Schallplatten – und Rundfunkaufnahmen liegen heute auf CD vor, viele Aufnahmen, auch die auf Klavierrollen, sind online abrufbar.
Koczalskis Klavierspiel zeichnet sich durch große Leichtigkeit und Flüssigkeit aus. Daher auch seine Vorliebe für die wegen ihrer leichten Spielart und ihres warmen Klanges berühmten Flügel der Leipziger Firma Julius Blüthner, die sie ihm auf seinen Konzertreisen zur Verfügung stellte. Leggiero und legato, von Chopin oft vorgeschrieben, manchmal sogar gleichzeitig, sind häufig angewandte Artikulationsarten bei einer eindeutigen Bevorzugung des unteren und mittleren Bereiches der Dynamikskala. Donnerndes Virtuosenspiel war nicht seine Sache. Selbst in den Etüden, die so oft als technische Bravourstücke missbraucht werden, stellt Koczalski den poetischen und klanglichen Zauber in den Vordergrund, ohne aber die notwendige Virtuosität vermissen zu lassen. Als Enkelschüler Chopins huldigt Koczalski, ebenso wie der polnische Meister, dem Ideal des Belcanto, dessen Verwirklichung ein wichtiges Merkmal der Spielweise Koczalskis war. Gute Beispiele hierfür sind seine Einspielungen der Nocturnes oder der Berceuse op. 57, deren Figurenwerk zum mechanisch-technischen Spiel verleitet, aber von Koczalski gewissermaßen entmaterialisiert wird. Auch hier erinnert die schwebende Leichtigkeit an Chopins Arbeitsanweisung, die er seinen Schülern im Unterricht gab: „facilement“ (französisch ‚leicht‘).
Im Vergleich mit großen heutigen Chopinspielern fallen jedoch Manierismen und technische Flüchtigkeiten, genau wie bei seinem großen, von ihm geschätzten, westlichen Antipoden Alfred Cortot auf, die manchmal bezweifeln lassen, ob diese beiden bekannten Vertreter der älteren Generation der Chopinspieler, tatsächlich, wie oft behauptet wird, den authentischen Chopin spielten. In seinen Schriften jedoch tritt Koczalski für ein ruhiges, schlichtes und bescheidenes Spiel ohne „Virtuosenmätzchen“, ohne „krankhafte Sentimentalität in Behandlung der Kantilene“ ein. Er wendet sich in der Behandlung des Rhythmus und der Agogik, trotz mancher Freiheiten, deren Notwendigkeit er einräumt, gegen alle Übertreibungen. Die auch manchmal in Koczalskis Aufnahmen zu hörenden Eigenheiten, die wir heute als Manierismen empfinden, z. B. das Anschlagen der linken Hand vor der rechten, das Arpeggieren von Akkorden, übermäßiges Rubato, Temposchwankungen usw., waren allerdings Teil des Interpretationsstils der meisten Pianisten der älteren Generation, der seine Wurzeln im 19. Jahrhundert (teilweise noch früher) hat, als die Instrumentalisten noch die Kunst der Improvisation beherrschten: Über einer Begleitung der linken Hand entfaltet sich, frei gestaltet, eine Melodie, die nicht immer synchron mit der Begleitung abläuft. Diese Praxis ist also musikalisch begründet und nicht immer eine Nachlässigkeit des Interpreten. In Jazzaufnahmen, z. B. bei Louis Armstrong, aber auch bei Chansons, z. B. in der Darstellung von Marlene Dietrich kann diese Praxis beobachtet werden.
Koczalskis Spiel hat unterschiedliche Beurteilungen erfahren. Die meisten waren positiv. Es hat aber auch an Kritik nicht gefehlt. Schon als Wunderkind bekam Koczalski von den Musikkritikern seiner Heimatstadt Warschau eine ablehnende Haltung zu spüren, was den sonst mit Lob überschütteten jungen Pianisten besonders kränkte. Auch die Warschauer Kritiken der Konzerte des erwachsenen Pianisten waren immer wesentlich reservierter als die enthusiastischen Rezensionen im Ausland, besonders in Deutschland. Eigenheiten seines Spiels, die man in Polen als altmodisch kritisierte, wurden in Deutschland gelobt. Aber nicht von allen. Bekannt ist Claudio Arraus Urteil: „In Deutschland wurde ein Mann namens Koczalski abgöttisch verehrt. Er spielte ausschließlich Chopin. Es war miserabel.“ Auch Arthur Rubinsteins Urteil in seinen Memoiren ist negativ, wenngleich für die offensichtliche Bösartigkeit seiner Kritik mehr subjektive Gründe eine Rolle gespielt haben dürften. Die große Wertschätzung, die Koczalski im Ausland erfuhr war, auch wirtschaftlich gesehen, der Grund dafür, dass er seiner Heimat Polen so lange ferngeblieben ist. Er äußerte einmal, dass er in einem Konzert in Warschau knapp 300 Zuhörer hätte, während in Hamburg ein Saal, der 3000 fasse, kaum ausreiche.
In Polen genießt Koczalski, der die meiste Zeit seines Lebens in Frankreich, Italien, Schweden, besonders in Deutschland (Bad Ems, Bad Nauheim, Wiesbaden, Leipzig und Berlin) verbrachte, heute einen legendären Ruf als großer Chopinspieler, der nach polnischer Auffassung die Tradition des „authentischen Chopinspiels“, das er bei seinem Lehrer Mikuli kennenlernte, weiterführte. Die Möglichkeit, eine Vielzahl der heute zur Verfügung stehenden Aufnahmen verschiedenster Pianisten zu vergleichen, führt zu einer etwas objektiveren und auch manchmal ernüchternderen Beurteilung. Aber dies gilt insgesamt für viele Vertreter der älteren Pianistengeneration, die im 19. Jahrhundert geboren wurden und deren Interpretationsstil sich spätestens in den fünfziger Jahren des 20. Jahrhunderts mit der sachlicheren, dem Urtext der Komponisten verhafteten Spielweise einer jüngeren Generation konfrontiert sah. Schon bald nach seinem Tod war Koczalskis Name, wie seine Frau Elsa 1952 in einem Brief bedauernd feststellt, „schon zu sehr...in Vergessenheit geraten“.
Die Wertschätzung älterer Pianisten, die in der zunehmenden Digitalisierung ihrer historischen Aufnahmen zum Ausdruck kommt, hat auch die Einspielungen von Raoul Koczalski, die fast vollständig zugänglich sind, erreicht. Offensichtlich schätzt man an ihnen Qualitäten, die moderne Aufnahmen, besonders des Chopinschen Klavierwerkes, nicht selten vermissen lassen. Dazu gehören improvisatorische Freiheiten, poetisches Einfühlen in das Werk des Komponisten, Ausloten des emotionalen Gehaltes der Kompositionen, all dies Elemente, die sich in Koczalskis Spiel ausdrücken und die heute manchmal den allzu sehr auf technische Makellosigkeit ausgerichteten Interpretationen fehlen.
Koczalski hatte viele Schüler. Aus seiner Berliner Zeit sind vor allem Franzpeter Goebels und Monique de la Bruchollerie zu nennen.

### Der Komponist und Schriftsteller
Als Komponist schuf Koczalski zahlreiche Werke für Klavier solo, Instrumentalkonzerte für verschiedene Soloinstrumente mit Orchester, Werke für Orchester, musikdramatische Werke für die Bühne, Kammermusik in verschiedenen Besetzungen, sowie viele Lieder mit Klavierbegleitung. Die meisten Kompositionen sind im Ausland (Deutschland, Russland, Frankreich) erschienen.
Die Kompositionen Koczalskis sind heute weitgehend vergessen. Stilistisch sind sie der Spätromantik zuzuordnen. Die großen Umwälzungen auf dem Gebiet der zeitgenössischen Musik (Atonalität, Zwölftonmusik), die während der Schaffensperiode Koczalskis stattgefunden haben, blieben ohne Einfluss auf seinen Stil. In seinem Chopinbuch von 1936 bezieht er eindeutig Stellung gegen die zeitgenössische Musik. Er hält die Experimente der letzten 25 Jahre, die auf „zerebraler, mathematischer Basis neue Bahnen suchten“, für gescheitert und bezeichnet die Repräsentanten der modernen Musik, die er „Experimentatoren, Modernisten, Tüftler, Umstürzler“ nennt, als „traurige Gespenster einer noch traurigeren Zeit“. Damit stimmte er mit der Kunstauffassung der in den dreißiger Jahren des 20. Jahrhunderts herrschenden politischen Klasse überein.
Koczalskis Ausführungen über den Charakter und die Interpretation der Musik Chopins behalten ihre Gültigkeit, wenngleich der Interpretationsstil vieler moderner Pianisten nicht mehr dem entspricht, was die Tradition der großen Chopin-Spieler der Vergangenheit ausmacht. Die Kenntnis von Koczalskis geplanter Ausgabe der Klavierwerke Chopins wäre für die Aufführungspraxis des Chopinschen Klavierwerkes sehr wichtig gewesen.

### Der Reformer
Koczalski, der sowohl als Pianist wie als Komponist mehr der Vergangenheit zugewandt war, hat dennoch Anregungen gemacht, die erst in jüngerer Zeit aufgegriffen wurden und allmählich umgesetzt werden. Die erste betrifft die Berufskleidung des konzertierenden Künstlers. In seinen Betrachtungen eines „lebenslänglichen“ Künstlers kommt er zu dem Schluss, dass der Frack bei feierlichen Anlässen durchaus seine Berechtigung haben kann, dass er aber für einen konzertierenden Musiker bei der Ausübung seines Berufes (Koczalski war nicht sehr groß und recht beleibt) ein unpraktisches, weil unbequemes Kleidungsstück sei und durch eine leichtere, fließendere 'Gewandung' ersetzt werden sollte. Die derzeitige Konzertpraxis scheint ihm Recht zu geben.
Koczalski befürwortet auch die Abdunklung des Saales während eines Konzertes, ähnlich wie bei Theater- und Opernaufführungen. Eine Lampe am Flügel reiche zur Beleuchtung aus. So würde die Konzentration auf die dargebotene Musik erhöht werden.
Eine weitere Anregung betrifft das Auswendigspiel. Viele Ängste der konzertierenden Künstler könnten abgebaut werden, wenn sie beim Spiel die Noten vor sich hätten. Gerade bei Indisponiertheit sei dies eine wesentliche Hilfe und käme der Konzentration auf das Spiel entgegen. Geradezu unerlässlich für ein harmonisches Zusammenwirken sei es, dass bei Kompositionen für Klavier und Orchester sowohl Solist als auch Dirigent die Noten vor Augen hätten.
Koczalski selbst spielte z. B. bei seinem letzten Zyklus der Beethovensonaten in Posen 1947 aus den Noten.
Koczalski wollte zudem Autogrammjäger zur Kasse bitten. Die Reichsmusikkammer sollte im Künstlerzimmer für die Betreffenden eine Sammelbüchse aufstellen. Mit dem Erlös hätten dann erholungsbedürftige Künstler unterstützt werden können.
Koczalski hat schon früh in seiner Laufbahn den Drang verspürt, seinen Zuhörern die zur Aufführung kommenden Werke in Einführungen zu erläutern. Er ist damit einer der Vorläufer der heutigen Form des Gesprächskonzerts, wie sie z. B. Jürgen Uhde und Franzpeter Goebels gepflegt haben.

## Werke (Auswahl)
Kompositionen
- Mazurka für Klavier B-Dur op. 6 (1891)
- Raoul. Valse für Klavier G-Dur op. 18 (1889)
- Halina. Valse für Klavier op. 19 (1890)
- Klavierstücke op. 40 – op. 47 (1891)
- Vorspiel zur Oper Hagar op. 48 (1892)
- Klavierstücke op. 49 – op. 52 (1893)
- Symphonische Legende vom Könige Boleslaus dem Kühnen und Bischof Stanislaus dem Heiligen für Orchester op. 53. Pabst, Leipzig 1894
- Klavierstücke op. 54 – op. 57 (1895)
- Rymond. Oper in 3 Akten (6 Bildern). Dichtung von Alexander Graf Fredro. Pabst, Leipzig 1902. (UA: 14. Okt. 1902 in Elberfeld)
- Mazeppa. Musikdrama in 3 Akten op. 59. Leipzig, Pabst 1905
- Ante lucem (avant l'aube). Opéra en trois actes d'après le poème de A. Fredro (père). Janin, Lyon ca. 1905
- Mazur für Klavier c-Moll op. 60 (1895)
- Die Sühne. Trauerspiel in einem Aufzug op. 61. Pabst, Leipzig 1910. (UA: 1909 in Mühlhausen)
- Images fuyantes. 3 impressions musicales für Klavier op. 62
- Lieder für hohe Stimme und Klavier op. 63 – op. 64
- 24 Préludes pour le piano op. 65 (1910)
- Liederhefte I–IV für hohe Stimme und Klavier op. 66 – op. 69. Pabst, Leipzig (1909–1913)
- Klavierstücke op. 70 – op. 71 (1912)
- 2 Lieder für hohe Stimme und Klavier op. 72 (1914)
- Jacqueline. Musikkomödie in 2 Akten op. 73 (1914)
- Sonata für Violine und Klavier Nr. 1 c-Moll op. 74 (1914)
- 12 Impressions für Klavier op. 75 (1914)
- Trio für Violine, Violoncello und Klavier Nr. 1 D-Dur op. 76 (1914)
- Six mélodies für hohe Stimme und Klavier op. 77 (1914)
- Évocations. Symphonie fantastique pour orchestre op. 78 (1915)
- Konzert für Klavier und Orchester Nr. 1 h-Moll op. 79
- Sonate für Violoncello und Klavier Nr. 1 b-Moll op. 80
- Renata. Ballet in 3 Akten op. 81 (1915)
- Sonate für Klavier Nr. 1 Es-Dur op. 82 (1914)
- Konzert für Klavier und Orchester Nr. 2 G-dur op. 83 (1914)
- Konzert für Violine und Orchester A-dur op. 84 (1915)
- Konzert für Cello und Orchester h-moll op. 85 (1915)
- Stücke für Violine und Klavier op. 86–87 (1915)
- Trio für Violine, Violoncello und Klavier Nr. 2 g-Moll op. 88 (1916)
- Sonate für Violine und Klavier fis-Moll op. 89 (1915)
- Sonata für Violoncello und Klavier Nr. 2 A-Dur op. 90
- Sonate für Klavier Nr. 2 fis-Moll op. 91 (1916)
- Sonata für Violoncello und Klavier Nr. 3 H-Dur op. 92
- Symphonie für großes Orchester f-Moll op. 93 (1920–29)
- 7 Orientalische Lieder für hohe Stimme und Klavier op. 94 (um 1920)
- Sonate für Klavier Nr. 3 G-Dur op. 95 (1919)
- Sonate für Violine und Klavier Nr. 3 A-dur op. 96
- Sonate für Klavier Nr. 4 gis-Moll op. 97
- Romantische Suite für Violoncello und Klavier B-Dur op. 98 (1921–25)
- Von der Liebe. Sieben Gedichte von Rilke. Version für tiefe Stimme und Klavier op. 99 (1921)
- Von der Liebe. Sieben Gedichte von Rilke. Version für Bariton und Orchester op. 99 (1921)
- Sonate für Klavier Nr. 5 Des-Dur op. 100
- Lieder für hohe und tiefe Stimme mit Klavier op. 101–107
- Extrême – Orient. 3 Gedichte von Samain für Stimme und Klavier op. 108
- 2 Romanzen (aus dem Russischen) für hohe Stimme und Klavier op. 109
- Quattro Liriche. 4 ital. Lieder für hohe Stimme und Klavier op. 110
- La Gavotta dei Bambini für Klavier B-dur op. 111 (1920)
- Aus Holland. 3 Gedichte von Ernst Krauss für hohe Stimme und Klavier op. 112
- Mecz miłosny. Operette (1930)
- Sonata für Violine und Klavier Nr. 4 E-Dur op. 113 (um 1937)
- Rilke-Hefte II–V op. 114–117 für hohe Stimme und Klavier
- Semrud: ein Märchen aus dem Orient in 5 Bildern und einem Vorspiel; (Text unter Zugrundelegung eines Märchens aus „TausendundeinTag“, einer dramatischen Skizze von Benno Ziegler und der komischen Oper „Der betrogene Kadi“ von Ch. W. Gluck), op. 118. Tischer & Jagenberg, Köln 1936.
- Semrud. Suite für großes Orchester op. 118a (1937)
- Trois Mélodies für hohe Stimme und Klavier op. 119
- Psalm Nr. 121 für tiefe Stimme und Klavier op. 120
- Aus dem west-östlichen Divan von Goethe. 21 Lieder und Duette für Sopran und Bariton op. 121 (1937)
- 8 Hebbel-Lieder für tiefe Stimme und Klavier op. 122
- Lurlei-Lieder. 5 Gesänge von Julius Wolff für hohe Stimme und Klavier op. 123
- Impromptu. 5 Skizzen über ein eigenes Thema für Klavier A-Dur op. 124 (1938)
- Konzert für Klavier und Orchester Nr. 3 C-Dur op. 125
- 5 Lieder für hohe Stimme und Klavier op. 126
- Legende für Klavier Nr. 1 C-Dur op. 127. Koczalski, Berlin-Grunewald (ca. 1940)
- Rilke-Heft VI für hohe Stimme und Klavier op. 128
- 3 Mirza-Schaffy-Lieder für hohe Stimme und Klavier op. 129
- Konzert für Klavier und Orchester Nr. 4 B-Dur op. 130
- Jadis et Naguère. Suite für Klavier op. 131 (1935–40)
- Śmiełów. Suite für Klavier op. 132 (1938–41)
- Czerminek. Suite für Klavier op. 133 (1938–41)
- Sonate für Klavier Nr. 6 f-Moll op. 134
- Trois Poèmes de E. Verhaeren für hohe Stimme und Klavier op. 135
- Sonate für Klavier Nr. 7 E-dur op. 136
- 6 Lieder (aus dem Russischen) für hohe Stimme und Klavier op. 137
- 4 Lieder für hohe Stimme und Klavier op. 138
- Lyrische Suite für Klavier op. 139
- Konzert für Klavier und Orchester Nr. 5 d-Moll op. 140 (1942)
- 8 Lieder (aus dem Russischen) für hohe Stimme und Klavier op. 141
- Romanze für Violine und Klavier A-Dur op. 142
- Sonate für Klavier Nr. 8 Fis-Dur op. 143 (1943)
- Legende für Klavier Nr. 2 e-Moll op. 144 (1943–45)
- Konzert für Klavier und Orchester Nr. 6 E-Dur op. 145 (1944)
- Kleine Sonate für Klavier zu 2 Händen C-dur op. 146. Koczalski, Berlin-Grunewald (ca. 1942)
- 3 Nocturnes für Klavier op. 147. Koczalski, Berlin-Grunewald (ca. 1942)
- Legende für Klavier Nr. 3 g-Moll op. 148 (1944)
- Legende für Klavier Nr. 4 d-Moll op. 149 (1945)
- Das erloschene Licht. Musikalische Legende in 3 Akten op. 150 (1946)
- Concertino für Oboe (oder Violine) und Streichorchester (veröffentlicht 1952)

Quelle:
Schriften
- Zum hundertsten Geburtstag Frédéric Chopins: Chopin-Zyklus; vier Klaviervorträge nebst einer biographischen Skizze: F. Chopin, sowie den Aufsätzen: Chopin als Komponist und Chopin als Pianist, und einer eingehenden Analyse aller zum Vortrag bestimmten Werke. Pabst, Leipzig 1909.
- Frédéric Chopin. Conseils d'interprétation. Introduction par Jean-Jacques Eigeldinger. Buchet/Chastel, Paris 1998. (Neuauflage der französischen Ausgabe des vorigen Titels, die 1910 im Selbstverlag in Paris erschienen war).
- Frédéric Chopin: Betrachtungen, Skizzen, Analysen. Tischer & Jagenberg, Köln 1936. (Stimmt inhaltlich weitgehend mit dem Buch von 1909 überein).
- Betrachtungen eines „lebenslänglichen“ Künstlers. Berlin 1937. (abgedruckt in einem Prospekt, der neben einer Werbung der Klavierfabrik Julius Blüthner die Ankündigung eines der Interpretation des Klavierwerkes Chopins gewidmeten Kurses von Koczalski in Berlin, enthält.)
- Lebenserinnerungen Koczalskis, die sich in Privatbesitz befinden, sind noch unveröffentlicht.

## Diskographie
Das vollständige Verzeichnis ist bei Stanisław Dybowski abgedruckt:

### Koczalskis Werke
- 2017 – Chamber Works vol. 1 – Acte Préalable AP0383.
- 2020 – Chamber Works vol. 2 – Acte Préalable AP0476.
- 2022 – Chamber Works vol. 3 – Acte Préalable AP0510.
- 2022 – Chamber Works vol. 4 – Acte Préalable AP0520.
- 2017 – Piano Concertos vol. 1 – Acte Préalable AP0501.
- 2018 – Piano Concertos vol. 2 – Acte Préalable AP0502.
- 2019 – Piano Concertos vol. 3 – Acte Préalable AP0503.
- 2018 – String Concertos – Acte Préalable AP0504.
- 2023 – Symphonic Works vol. 1 – Raul Koczalski (1885-1948), Symphonic Works vol. 1
- 2019 – Complete Songs vol. 1 – Acte Préalable AP0601.
- 2021 – Songs to the poetry of Kazimierz Przerwa-Tetmajer – Acte Préalable AP0522.

### Aufnahmen auf Klavierrollen
Welte, Freiburg i. Br. (Welte-Mignon)
- Frédéric Chopin: Klavierkonzert Nr. 2 f-Moll op. 21, 2. Satz (Rolle Nr. 3974, Aufnahme 1925).
- Frédéric Chopin: Krakowiak op. 14 (Rolle Nr. 3975, Aufnahme 1926).
- Frédéric Chopin: Klavierkonzert Nr. 1 e-Moll op. 11 (Rollen Nr. 3976, 3977, 3978, Aufnahme 1926).
- Muzio Clementi: Toccata B-Dur (Rolle Nr. 3971, Aufnahme 1926).
- Franz Liszt: Schumann-Lieder, Transkriptionen für Klavier, Frühlingsnacht (Rolle Nr. 3972, Aufnahme 1927).
- Franz Liszt: Der Lindenbaum. Transkription für Klavier nach Schubert „Die Winterreise“ (Rolle Nr. 3973, Aufnahme 1926).
- Richard Strauss: Sonate h-Moll op. 5 (Rollen Nr. 3979, 3980, Aufnahme 1925).

Quelle:
Hupfeld, Leipzig (Phonola/Triphonola)
- Frédéric Chopin: Mazurka b-Moll op. 24/4 (Rolle Nr. 12976 und Rolle Nr. 55788).
- Frédéric Chopin: Mazurka cis-Moll op. 30/4 (Rolle Nr. 12977 und Rolle Nr. 53590).
- Frédéric Chopin: Mazurka As-Dur op. 41/3 (Rolle Nr. 59339).
- Frédéric Chopin: Mazurka F-Dur op. 68/3 und Mazurka f-Moll op. 68/4 (Rolle Nr. 59338).
- Frédéric Chopin: Nocturne Es-Dur op. 9/2 (Rolle Nr. 12978 und Rolle Nr. 50099).
- Frédéric Chopin: Polonaise A-Dur op. 40/1 (Rolle Nr. 12979).
- Frédéric Chopin: Walzer As-Dur op. 34/1 (Rolle Nr. 12980 und Rolle Nr. 56377).
- Franz Liszt: Elsas Traum. Transkription aus Lohengrin von Richard Wagner (Rolle Nr. 50827).
- Franz Liszt: Lied an den Abendstern. Transkription aus Tannhäuser von Richard Wagner (Rolle Nr. 50750).
- Franz Liszt: Paraphrase über Ernani von Giuseppe Verdi (Rolle Nr. 51419).
- Franz Liszt: Der Lindenbaum. Transkription aus der Winterreise von Franz Schubert (Rolle Nr. 5190)

Pleyel, Paris (Pleyela)
- Frédéric Chopin: Berceuse Des-Dur op. 57 (Rolle Nr. 10277).
- Frédéric Chopin: Impromptu Nr. 1 As-Dur op. 29 (Rolle Nr. 10295), Impromptu Nr. 2 Fis-Dur op. 36 (Rolle Nr. 10311).
- Frédéric Chopin: Fantaisie-Impromptu Nr. 4 cis-Moll op. 66 (Rolle Nr. 10310).
- Frédéric Chopin: Barcarolle Fis-Dur op. 60 (Rolle Nr. 10299).
- Frédéric Chopin: Polonaise cis-Moll op. 26/1 (Rolle Nr. 10322)
- Frédéric Chopin: Préludes op. 28 Nr. 4 e-Moll, Nr. 5 D-Dur, Nr. 6 h-Moll, Nr. 7 A-Dur (Rolle Nr. 10362), Nr. 16 b-Moll, Nr. 17 As-Dur (Rolle Nr. 10330), Nr. 23 F-Dur, Nr. 24 d-Moll (Rolle Nr. 10333).

Quelle:

### Aufnahmen auf Schallplatten
Koczalskis zahlreiche Plattenaufnahmen sind in den angegebenen Quellen dokumentiert und können auch online recherchiert werden. Sie sind außerdem in den Booklets der CD-Überspielungen verzeichnet.
Polydor
(Akustische Aufnahmen 1924-1925)
Frédéric Chopin
- Etüde Ges-Dur op. 10/5 (Polydor Nr. 62439)
- Etüde f-Moll op. 25/2 (Polydor Nr. 62439)
- Etüde F-Dur op. 25/3 (Polydor Nr. 62439)
- Etüde cis-Moll op. 25/7 (Polydor Nr. 65788)
- Etüde Ges-Dur op. 25/9 (Polydor Nr. 62439)
- Impromptu Nr. 1 As-Dur op. 29 (Polydor Nr. 62440)
- Nocturne Es-Dur op. 9/2 (Polydor Nr. 65786)
- Nocturne Fis-Dur op. 15/2 (Polydor Nr. 65788)
- Nocturne Des-Dur op. 27/2 (Polydor Nr. 65786)
- Polonaise As-Dur op. 53 (Polydor Nr. 62441)
- Tarantella As-Dur op. 43 (Polydor Nr. 65790)
- Walzer As-Dur op. 42 (Polydor Nr. 65789)
- Walzer Des-Dur op. 64/1 (Polydor Nr. 65789)
- Walzer cis-Moll op. 64/2 (Polydor Nr. 62440)
- Walzer Ges-Dur op. 70/1 (Polydor Nr. 65789)
- Walzer e-Moll op. post. (Polydor Nr. 65790)

Johann Sebastian Bach
- Gavotte und Musette, aus: Englische Suite Nr. 3 g-Moll BWV 808 (Polydor Nr. 65792)

Franz Schubert/Franz Liszt
- Der Lindenbaum (Searle 561/7) (Polydor Nr. 65791)

Franz Liszt
- Liebestraum Nr. 3 As-Dur (Searle 541) (Polydor Nr. 65791)

Robert Schumann
- Einsame Blumen, aus: Waldszenen op. 82/3 (Polydor Nr. 65792)
- Walzer a-Moll, aus: Albumblätter op. 124/4 (Pol. 62442)

Raoul Koczalski
- Präludium Des-Dur op. 64/15 (Polydor Nr. 65792)
- Walzer, aus Renata op. 81 (Polydor Nr. 62442)
- Impression op. 75/2 (Polydor Nr. 62442)

Polydor
(Elektrische Aufnahmen um 1928)
Frédéric Chopin
- Berceuse Des-Dur op. 57 (Pol. 95202)
- Etüde a-Moll op. 10/2 (Pol. 90030)
- Etüde es-Moll op. 10/6 (Pol. 90028)
- Etüde f-Moll op. 25/2 (Pol. 90039)
- Etüde F-Dur op. 25/3 (Pol. 90039)
- Etüde gis-Moll op. 25/6 (Pol. 90028)
- Etüde cis-Moll op. 25/7 (Pol. 95202)
- Etüde aus „Méthode des Méthodes“ Nr. 1 f-Moll (Pol. 90039)
- Etüde aus „Méthode des Méthodes“ Nr. 3 Des-Dur (Pol. 90039)
- Mazurka b-Moll op. 33/4 (Pol. 90031)
- Mazurka a-Moll op. 68/2 (Pol. 90040)
- Nocturne Des-Dur op. 27/2 (Pol. 95172)
- Nocturne H-Dur op. 62/1 (Pol. 95172)
- Polonaise A-Dur op. 40/1 (Pol. 90031)
- Prélude E-Dur op. 28/9 (Pol. 90038)
- Prélude cis-Moll op. 28/10 (Pol. 90038)
- Prélude H-Dur op. 28/11 (Pol. 90038)
- Prélude gis-Moll op. 28/12 (Pol. 90030)
- Prélude As-Dur op. 28/17 (Pol. 95174)
- Prélude c-Moll op. 28/20 (Pol. 90030)
- Prélude cis-Moll op. 45 (Pol. 95174)
- Walzer a-Moll op. 34/2 (Pol. 95201)
- Walzer cis-Moll op. 64/2 (Pol. 90038)
- Walzer Des-Dur op. 64/1 (Pol. 90030)
- Walzer e-Moll op. post. (Pol. 90029)
- Walzer Es-Dur op. 18 (Pol. 95201)
- Walzer Ges-Dur op. 70/1 (Pol. 90029)

Franz Schubert/Franz Liszt
- Der Lindenbaum (Searle 561/7) (Pol. 95349)

Ignacy Jan Paderewski
- Au Soir op. 10/1 (Pol. 90040)

Homocord / Odeon
(Aufnahme Mailand, ca. September 1930)
Johann Sebastian Bach
- Gavotte g-Moll, aus: Englische Suite Nr. 3 g-Moll BWV 808 (Odeon O-4761b)

Wolfgang Amadeus Mozart
- Deutscher Tanz B-Dur KV 600/3 (H-67736) Odeon O-25615b
- Deutscher Tanz F-Dur, KV 602/2 (H-67736) Odeon O-25615b

Frédéric Chopin
- Berceuse Des-Dur op. 57 (H-2-58051) Homocord D-12035b
- Etüde Ges-Dur op. 10/5 (H-67731) Odeon O-25615a
- Etüde f-Moll op. 25/2 (H-67735) unveröffentlicht
- Etüde F-Dur op. 25/3 (H-67735) unveröffentlicht
- Prélude A-Dur op. 28/7 (H-67740) Odeon O-4761a
- Prélude Des-Dur op. 28/15 (H- 2-58050) Homocord D-12035a
- Sonate Nr. 2 b-Moll op. 35, 3. Satz (Trauermarsch) (H-67732 und H-67733) Homocord 4-3955
- Walzer Des-Dur op. 64/1 (H-67740) Odeon O-4761a

Electrola / His Master’s Voice
(Aufnahme Berlin, 17. März 1937)
Frédéric Chopin
- Drei Ecossaisen op. 72/3-5 (HMV DA4431)
- Mazurka F-Dur op. 68/3 (HMV DA44309)
- Nocturne Fis-Dur op. 15/2 (HMV DA44309)
- Polonaise As-Dur op. 53 (HMV DA4431)
- Scherzo b-Moll op. 31 (HMV DB4474)

Deutsche Grammophon / Polydor
(Aufnahmen 1938-1939)
Frédéric Chopin
- Ballade Nr. 1 g-Moll op. 23 (Pol. 67528, Aufnahme: Berlin, 17. November 1939)
- Ballade Nr. 2 F-Dur op. 38 (Pol. 67531, Aufnahme: Berlin, 19. Juni 1939)
- Ballade Nr. 3 As-Dur op. 47 (Pol. 67529, Aufnahme: Berlin, 19. Juni 1939 und 17. November 1939)
- Ballade Nr. 4 f-Moll op. 52 (Pol. 67530, Aufnahme: Berlin, 19. Juni 1939)
- Berceuse Des-Dur op. 57 (Pol. 67246A, Aufnahme: Berlin, 28. Juni 1938)
- 12 Etüden op. 10 (Pol. 67262–67264, Aufnahme: Berlin, 29. Juni 1938)
- 12 Etüden op. 25 (Pol. 67242–67245, Aufnahme: Berlin, 29. Juni 1938)
- 3 Etüden aus „Méthode des Méthodes“ (Pol. 67244, Aufnahme: Berlin, 29. Juni 1938)
- Fantaisie-Impromptu cis-Moll op. 66 (Pol. 67248B, Aufnahme: Berlin, 29. Juni 1938)
- Impromptu Fis-Dur op. 36 (Pol. 67248A, Aufnahme: Berlin, 29. Juni 1938)
- Nocturne Es-Dur op. 9/2 (Pol. 67246B, Aufnahme: Berlin, 28. Juni 1938)
- Nocturne in H-Dur op. 32/1 (Pol. 67534B, Aufnahme: Berlin, 17. November 1939)
- Nocturne in c-Moll op. 48/1 (Pol. 67534A, Aufnahme: Berlin, 17. November 1939)
- 24 Préludes op. 28 (Pol. 67505–67509 Aufnahme: Berlin, 10. Juni 1939)
- Prélude As-Dur (Presto con leggerezza) (Pol. 67509A Aufnahme: Berlin, 12. Juni 1939)
- Prélude cis-Moll op. 45 (Pol. 67509B, Aufnahme: Berlin, 10. Juni 1939)
- Walzer Es-Dur op. 18 (Pol. 67515A, Aufnahme: Berlin, 12. Juni 1939)
- Walzer As-Dur op. 34/1 (Pol. 67247A, Aufnahme: Berlin, 28. Juni 1938)
- Walzer a-Moll op. 34/2 (Pol. 67515B, Aufnahme: Berlin, 12. Juni 1939)
- Walzer F-Dur op. 34/3 (Pol. 67533A, Aufnahme: Berlin, 10. Juni 1939)
- Walzer Des-Dur op. 64/1 (Pol. 67533A, Aufnahme: Berlin, 10. Juni 1939)
- Walzer As-Dur op. 64/3 (Pol. 67533B, Aufnahme: Berlin, 10. Juni 1939)
- Walzer As-Dur op. 69,1 (Pol. 67247B, Aufnahme: Berlin, 28. Juni 1938)
- Walzer Ges-Dur op. 70/1 (Pol. 67533B, Aufnahme: Berlin, 10. Juni 1939)

Mewa, Posen
Frédéric Chopin
- Berceuse Des-Dur op. 57 (Mewa 30b, Aufnahme: Posen 1948)
- Ecossaises op. 72/3–5 (Mewa 31b, Aufnahme: Posen 1948)
- Mazurka F-Dur op. 68/3 (Mewa 31b, Aufnahme: Posen 1948)
- Nocturne Es-Dur op. 9/2 (Mewa 33b, Aufnahme: Posen 1948)
- Nocturne Fis-Dur op 15/2 (Mewa 25b, Aufnahme: Posen 1948)
- Nocturne H-Dur op. 32/1 (Mewa 33a, Aufnahme: Posen 1948)
- Nocturne g-Moll op. 37/1 (Mewa 35a, Aufnahme: Posen 1948)
- Prélude A-Dur op. 28/7 (Mewa 30a, Aufnahme: Posen 1948)
- Prélude Des-Dur op. 28/15 (Mewa 34a, Aufnahme: Posen 1948)
- Prélude As-Dur op. 28/17 (Mewa 34b, Aufnahme: Posen 1948)
- Walzer Es-Dur op. 18/1 (Mewa 31a, Aufnahme: Posen 1948)
- Walzer As-Dur op. 34/1 (Mewa 32a, Aufnahme: Posen 1948)
- Walzer a-Moll op. 34/2 (Mewa 32b, Aufnahme: Posen 1948)
- Walzer cis-Moll op. 64/2 (Mewa 30a, Aufnahme: Posen 1948)

### Überspielungen von Schallplatten und Rundfunkaufnahmen auf CD
- Koczalski plays Chopin. Broadcast recordings from German radio. 1945 and 1948. Music and Arts, 2012. CD-1261.
- Raoul Koczalski plays Chopin. Biddulph Recordings, 1994. LHW 022
- Raoul von Koczalski: Chopin. Enregistrements 1929–1941. Dante Productions, 1996. HPC042.
- Raoul Koczalski plays Chopin. Pearl, 1990. GEMM CD 9472.
- Raoul von Koczalski 1894–1948. (Falsches Geburtsdatum!). Archiphon, 1977. ARC-119/20. (Enthält Aufnahmen von Chopin, Mozart, Paderewski, Tschaikowski, Rubinstein, Mussorgski, Skrjabin, Szymanowski, Rachmaninow, Bartók und Koczalski).
- The complete Raoul von Koczalski. Vol. 1. The Polydor recordings 1924–1928. Vol. 2. Homochord, Electrola and Polydor recordings 1930–1939. Marston Records, 2011. Marston 52063 und 53016-2.
- Raul Koczalski: pianista i kompozytor. Vol. 1–8. Selen, Warschau. (Enthält auch Klavierkompositionen und Lieder von Koczalski).
- Legends of the piano. Acoustic recordings 1901–1924. Naxos Historical 8.112054. Enthält u. a. : Frédéric Chopin: Polonaise Nr. 6 As-Dur op. 53 gespielt von Raoul Koczalski.